# Нежински полк
Нежинският полк e административно-териториална, военна и съдебна единица на Казашкото хетманство в Левобрежна Украйна и (след неговото анексиране) на Руската империя, съществувала от 1648 г. до 1782 г. Полкови център (областен град) е бил град Нежин (днес в Черниговска област на Украйна).
По-големи градове в полка са били, например, Прилуки, Глухив и Батурин. Последните два града в течение на времето са били столици на Казашкото хетманство.

## Сотни
В периода на своето съществуване Нежинският полк е обхващал 55 различни сотни (военни и административни района) – не едновременно, ами в течение на времето някои са се разпускали и други са се сформирали. Поименно:
- Батуринска (1654—1782),
- Бахмацка (1654—1782),
- Березанкивска (1648—1654),
- Березнянска (1654—1672),
- Бобивска (1654—1663),
- Борзнянска (1654—1782),
- Веркиивска (1654—1782)
- Волинска (1654—1663),
- Воронизка (1654—1663; 1665—1668; 1669—1782),
- Глухивска (1654—1663; 1665—1782),
- Дивицка-Володкова (1654—1658),
- Дивицка-Салтикова (1654—1782),
- Дрокивска (1654—1663),
- Занквска (1758—1782),
- Ивангородска (1654—1782),
- Киселивска (1654—1663),
- Кобижчанска (1654—1663),
- Конотопска (1654—1782),
- Коропска (1654—1663; 1665—1668; 1669—1782),
- Кролевецка (1654—1663; 1665—1668; 1669—1782),
- Кустивска (1654),
- Мглинска (1654—1663),
- Менска (1654—1663),
- Мринска (1654—1744),
- Нежинска първа (полкова) (1648—1672),
- Нежинска втора (1648—1654; 1716—1782),
- Нежинска трета (1649—1654; 1672—1687; 1736—1782),
- Нежинска четвърта (1649—1654; 1764—1782),
- Нежинска пета (1649—1654; 1764—1782),
- Нежинска шеста (1649—1651),
- Нежинска седма (1649—1651),
- Новгородски (2х) (1654—1663),
- Новомиска (1654),
- Новомлинска (1654—1663; 1665—1668; 1669—1782),
- Носивска (1654—1663),
- Оленивска (1654—1663),
- Олишивска (1654—1756),
- Пидлипненска (1654—1663),
- Погарска (1654—1663),
- Понорницка (1654—1663),
- Попивска (1758—1782),
- Поповогирска (1654—1663),
- Почепска (1654—1663),
- Прохоривска (1672—1782),
- Рождественска (1654—1672),
- Сиволозка (1654—1663),
- Синявска (1654—1663),
- Сосницка (1654—1663),
- Стародубска (1654—1663),
- Столненска (1651—1655),
- Топалска (1654—1663),
- Хорошеозерска (1663—1672),
- Шаповаливска (1651—1782),
- Шептакивска (1654—1663),
- Ямпилска (1672—1709; 1722—1782).

## Полкова старшина (правителство)
| Полкови съдии                                         | Полкови конвои                                   | Полкови писари | Полкови хорнужии |
| ----------------------------------------------------- | ------------------------------------------------ | --- | --- |
| Самийло Сухопаренко (1656—1657)                       | Григорий Кобилецки (1663)                        | Павло Михайленко (1669—1674)                                                                                       | Роман Сергиевич (Сергиев) (1669—1670) |
| Макар Сидорович (1663)                                | Матвий Михайлович Шендюх (1671, 1685, 1694—1695) | Иван Дорошевич Самус (1681), Осип Федорович Завадски (1684—1686, 1709), Дмитро Максимович (1682, 1692, 1695, 1706) | Васил Стефанович Игуменски (1672—1678) |
| Фьодор Петрович Завадски (1669—1674)                  | Иван Семенович (1681)                            | Иван Васильович Пироцки (1694—1695, 1696—1697)                                                                     | Григорий Назаренко (1674) |
| Иван Стефанович Игуменски (1682—1683)                 | Ярема Яхневич Непрак (1685)                      | | |
| Марко Иванович Борсук (1688)                          | Федор Андрийович Кандиба (1698—1701)             | Михайло Тарасович Забила (1708—1710)                                                                               | Тимофий Иванович Борсук (1674—1685, 1692), Иван Евстахийович Зеленко (1682—1685)                                                                               |
| Дмитро Максимович (ок. 1690)                          | Леонтий Шрамченко (1709—1730)                    | Леонтий Микитович Грановски (1725—1734)                                                                            | Павло Глуховски (между 1685 и 1692), Гнат Парпура, Григорий Чекановски, Юрий Тарасович Забила (1692—1701, 1702—1709), Мусий Константинович Левицки (1711—1718) |
| Васил Стефанович Игуменски (1683—1691, 1691—1694)     | Иван Василович Величковски (1734—1739)           | Иван Ананийович Кужчич (Кужчий) (1714—1718)                                                                        | Иван Василович Величковски (1718—1734) |
| Мусий Константинович Левицки (1720—1734)              | Иван Тимофийович Кужчич (1735—1738)              | | |
| Лукян Якович Жураковски (1699—1708)                   | Михайло Михайлович Тански (1739—1746)            | Васил Петрович Кулаковски (1739—1746)                                                                              | Иван Константинович Левицки (1729—1736) |
| Роман Лазарович Лазаревич (1710—1715)                 | Леонтий Микитович Грановски (1746—1752)          | Лев Сорока (1746—1754)                                                                                             | Василий Семенович Уманец (1734—1738) |
| Михайло Тарасович Забила (1727—1728)                  | Василий Тимофийович Кадигроб (1771—1782)         | Яков Максимович Нирок (1754—1767)                                                                                  | Васил Кирилович Грива (1740—1760) |
| Семен Василович Чуйкевич (1730—1734)                  |                                                  | Петро Васильович (Княжиковски-) Базилевич (1768—1772)                                                              | Павло Зубковски (1743—1751) |
| Леонтий Микитович Грановски (1734—1746)               |                                                  | | Яков Билковски (1742—1752) |
| Иван Василович Лазаревич (1740—1766)                  |                                                  | | Петро Иванович Клецун (1752—1761) |
|                                                       |                                                  | | Васил Тимофийович Кадигроб (1761—1771) |
| Васил Петрович Кулаковски (1746—1769)                 |                                                  | | Иван Павлович Армашевски (1761—1767) |
| Петро Васильович (Княжиковски-) Базилевич (1772—1779) |                                                  | | Фьодор Каневски-Оболонски (1767) |
|                                                       |                                                  | | Прокип Иванович Адасовски (1772—1781) |
|                                                       |                                                  | | Киндрат Болбински (1773—1780) |

## История
1648 година — създаване на полка. Първоначално се е състоял от 10 стотни, а 1649 г. – от 11 сотни.
1653 година — за кратко време от полка е обособен Новгородският полк.
1654 година — няколко сотни от Черниговския полк, всички сотни от ликвидирания Новгородски полк и бившия Стародубски повят на Смоленско воеводство бяха добавени към Нижинския полк.
Казаците от Нижинския полк участват във въстанията от 1657-1658 г. под ръководството на Мартин Пушкар, и 1658 г. — под ръководството на Иван Безпалий. Цел е сваляне на прополския хетман и сближаване с Московското царство. В резулат на въстанието, украинската държава (Казашкото хетманство) по силата на Андрусовският договор от 1667 г. и Вечният мир (1686 г.) от е разделено на две части – Левобрежна Украйна и Дяснобрежна Украйна (по течението на река Днепър), като първата е подвластна на Московското царство, а втората на Полско-литовската държава.
1663 година — територията му се съкращава – от него са извадени 10 сотни и се образува Стародубския полк.
Полкът участва в Кримските походи от 1687 и 1689 г., Азовските походи от 1695-1696 г. и Великата северна война от 1700-1721 г.
Според регистъра от 1723 г. Нижинският полк се състои от 19 сотни, които включват 6527 конни и 3379 пеши казаци. По-голямата част от населението се състояка от феодално зависими селяни и помощници.
1752 година — Олишевската сотня и Мринската сотня се присъединяват към Киевския полк.
1782 г. — полкът е разформирован по заповед на руската императрица Екатерина Велика. Всички територии на полка са включени в състава на Черниговското наместничество.
По това време Нижинският полк се състоял от 22 сотни. Полкът обхващал 1 голям град, 3 малки града и 866 села.
През цялото си историческо съществуване на територията на полка са били разположени две украински столици от времето на Казашкото хетманство: Батурин и Глухов.

## Полковници
- 1648—1650 – Прокип Шумейко
- 1650—1653 – Лукян Сухиня
- 1653—1655 – Иван Золотаренко
- 1655—1656 – Васил Золотаренко
- 1656—1659 – Григорий Гуляницки
- 1659—1663 – Васил Золотаренко
- 1663—1667 – Матвий Гвинтовка
- 1667—1668 – Артем Мартинович
- 1668 – Иван Соха
- 1669 – Евстафий Золотаренко
- 1669—1674 – Пилип Уманец
- 1674—1677 – Марко Борсук
- 1678—1685 – Якив Журакивски
- 1687 – Ярема Непрак
- 1687—1694 – Степан Забила
- 1696—1701 – Иван Обидовски
- 1708—1718 – Лукян Журакивски